# جبل رملة
جبل رملة، هي منطقة تقع في الصحراء الغربية بجنوب مصر. كانت هذه المنطقة محتلة طوال فترة العصر الحجري الحديث الأفريقي الرعوي. ركزت الأبحاث الأثرية بشكل أساسي على مواقع الدفن الفردية وستة مقابر رعوية وجعلتها في مقامها الأول، بما في ذلك أقدم مقبرة رُضّع معروفة في العالم. كانت مقابر جبل رملة نشطة خلال العصر الحجري الحديث الأخير في الألفية الخامسة قبل الميلاد  وكشفت الحفريات المستمرة عن أكثر من 200 مقبرة بشرية ومرفقات جنائزية دقيقة. تم إجراء دراسات بحثية على الفخار وأصداف الرخويات وبقايا النباتات الأثرية وبقايا الهياكل العظمية الموجودة في جميع أنحاء المواقع.

## التنقيب
بدأت الحفريات الأثرية في جبل رملة في عام 2001، تحت إشراف مجموعة CPE أو مجموعة البعثة ما قبل التاريخ المشتركة، والتي قامت بأعمال أثرية في جميع أنحاء جنوب الصحراء الغربية في مصر منذ السبعينيات. تأسست هذه المجموعة على يد فريد فيندورف ومنذ ان تقاعد تولى إدارة المجموعة روموالد شيلد. شارك كل من فيندورف وشيلد في العمل الأثري في جبل رملة والمواقع المرتبطة مباشرة في المنطقة.
تم اكتشاف جبل رملة لأول مرة في عام 2000 من قبل عالم الآثار البولندي ميخائيل كوبوسيفيتش، وتم التنقيب في المقابر الثلاثة الأولى في 2001 و 2003. وقد قاد كوبوسيفيتش الحفريات، جنبًا إلى جنب مع علماء الآثار جاسيك كاباسينسكي وجويل د. تم العثور على أول مقابر من العصر الحجري الحديث تم العثورعليها في الصحراء الغربية، وبالتالي أقدم مقابر معروفة في المنطقة وهم معروفون بأسماءهم E-01-2 و E-03-1 و E-03-2.
في عام 2008، رصدت عالمة الآثار مارتا أوسيبينسكا علامات لمقبرة أخرى وتم التنقيب في الموقع خلال الموسم الميداني لمجموعة (CPE) عام 2009، بواسطة أجنيسكا تشاكاي زاستاوني وجاسيك كاباتشينسكي وتم التأكد من أنها مقبرة أخرى، موقع E-09-4. كما تم حفر مقبرتين أخريين خلال الموسم الميداني لعام 2009 في جبل رملة، وكلاهما تحت اسم الموقع E-09-02 (أحدهما مقبرة الأطفال الفريدة في جبل رملة). تم اكتشاف هذه أيضًا وحفرها بواسطة أجنيسكا تشاكاي زاستاوني وجاسيك كاباتشينسكي وفريق CPE الخاص بهم.
كما تم التنقيب في مواقع الدفن الفردية المختلفة ومواقع السكن طوال فترة العصر الحجري الحديث بواسطة فرق CPE أو مجموعة البعثة ماقبل التاريخ المشتركة في جبل رملة منذ اكتشافها، لكن البحث والنشر في هذه المواقع محدود وتم التنقيب في أحد مواقع السكن بجانب مواقع المقابر المرتبطة في عام 2001.

## البيئة
يستخدم علماء الآثار الذين يعملون في جبل رملة ومواقع الصحراء الغربية الأخرى نظامًا من أربع فترات لتصنيف المهن البشرية في المنطقة خلال الفترة الإفريقية الرطبة. وجدت الأبحاث الجيولوجية دليلا على الإختلافات المناخية والبيئية المميزة والفريدة في كل مرحلة من هذه المراحل الرطبة، بالإضافة إلى فترات القحط بينهما.
1. أوائل العصر الحجري الحديث - كاليفورنيا. 9300-6150 قبل الميلاد
2. العصر الحجري الحديث الأوسط - كاليفورنيا. 6050-5550 قبل الميلاد
3. أواخر العصر الحجري الحديث - كاليفورنيا. 5500-4650 قبل الميلاد
4. العصر الحجري الحديث النهائي - كاليفورنيا. 4600-3600 قبل الميلاد [2]

يقع جبل رملة في جنوب الصحراء الغربية لمصر، بالقرب من الحدود السودانية  وهو تل يبلغ ارتفاعه 100 متر، ويطل على بلايا (أو البحيرة الجافة) مباشرة إلى الجنوب. خلال الفترات الرطبة المتقطعة والغير متتالية في العصر الحجري الحديث الأفريقي امتلأت البلايا الصحراوية بالمياه وعززت مناظر السافانا الخضراء. تمحور الاحتلال البشري في جبل رملة حول هذه البحيرة القديمة ويشير السكن على حدود بحيرة باليو إلى أن المستوطنات البشرية طوال فترة العصر الحجري الحديث اعتمدت اعتمادًا كليًا على البحيرة ومواردها. كان هؤلاء الأفراد مسؤولين عن مدافن جبل رملة، حيث تقع جميع مواقع الدفن والمقابر المعروفة في حدود كيلومتر واحد من شاطئ البحيرة. يتوافق تاريخ بعض مواد أحدث المستويات العليا من مناطق الاستيطان مع الجدول الزمني للعصر الحجري الحديث النهائي للمقابر.
تشير الدراسات الجيولوجية والطبقية في جبل رملة إلى أن حوالي 6050 قبل الميلاد (بداية العصر الحجري الحديث الأوسط)، أدى تحول مناخي كبير إلى جعل المشهد الإقليمي شبه متصحر وكانت المسطحات المائية تتقلص، أدى ذلك إلى تضرر النباتات. لذلك، لم يعد بإمكان الناس الاعتماد فقط على الصيد والتجمع المكثف من أجل القوت وفي هذه المرحلة، كان من المحتمل تبني الرعي كوسيلة واسعة الانتشار للعيش في منطقة بلايا (منطقة البحيرة الجافة). استمر هذا المناخ شبه القاحل حتى نهاية العصر الحجري الحديث النهائي في المنطقة، حيث أدى التصحر الشديد إلى خروج السكان.

## احتلال العصر الحجري الحديث المبكر والمتوسط والمتأخر
في جميع أنحاء الصحراء الغربية يُظهر علم الآثار مدى واسع من الاحتلال الحجري الحديث، كما هو الحال في نبتة بلايا (أقدم ساعة حجرية في مصر)حيث يعود تاريخ الاحتلال المبكر إلى 7500 قبل الميلاد. تقع نبتة بلايا على بعد عشرون كيلومترًا فقط شمال غرب جبل رملة، وغالبًا ما تتم مقارنة النتائج من المنطقتين (منطقة جبل رملة ومنطقة نبتة بلايا)  ويرجع تاريخ أقدم المدافن المعروفة في جبل رملة إلى أواخر العصر الحجري الحديث، حوالي 6500 قبل الميلاد. المدافن التي تعود إلى العصر الحجري الأوسط والمتأخر منتشرة في جميع أنحاء المنطقة أيضًا وهي مدافن فردية أو جماعية في بعض الأحيان، سبقت استخدام المقابر واسعة النطاق في المنطقة.
تم إجراء عملية تجديد مكثفة للحجر باستخدام مجموعة من 190 قطعة أثرية حجرية مرتبطة تم العثور عليها على السطح بالقرب من مقبرة الأطفال في الموقع E-09-4. نظرًا لأن جميع الرقائق أو الفتات والأدوات التي تم إنتاجها في الربط (شذب الحجارة) تم العثور عليها جنبًا إلى جنب مع اللب، يفترض علماء الآثار أن الأدوات صنعت للممارسة أو التدريب، وليست للاستخدام. ترتبط أنماط الأداة وعمليات الربط (شذب الحجارة) الواضحة في عمليات التجديد هذه بتقنية العصر الحجري الحديث المتأخر، والتي تم تحديدها من خلال إنتاج رقائق مكثف وأدوات رقائق معاد تنقيحها.

## الاحتلال النهائي للعصر الحجري الحديث
يشير علماء الآثار في جبل رملة إلى أن سكانها من العصر الحجري الحديث الأخير كجزء من ثقافة بونة السنان، وهم أفراد يعرفون بشكل خاص بمبانيهم المغليثية طوال هذه الفترة. يُعتقد أن سكان بونة السنان كانوا رعاة متنقلين  وخلال موسم الأمطار، سافروا وانتقلوا إلى المرتفعات حيث يمكنهم رعي الماشية، على عكس موسم الجفاف والقحط، فقد كانوا يعيشون في مستوطنات على بحيرة باليو وكان سكان بونة السنان آخر من سكن الصحراء الغربية قبل أن يشتد التصحر والقحط بما يكفي لجعلهم ينتقلون إلى مكان آخر. سافر بعضهم عبر نهر النيل إلى شمال أفريقيا، مما مهد الوصول إلى الحضارات المصرية القديمة. في العصر الحجري الحديث الأخير لجبل رملة توجد عناصر ثقافية تتداخل وتتشابك مع العناصر المصرية القديمة أو تعد سلائفًا سابقة لها، مثل المعرفة الفلكية وإنتاج وتصنيع التمائم. إضافة إلى ذلك، فقد قيل أن الدليل على الحفاظ السلبي على الدفن في مقابر جبل رملة يمكن أن يكون سلفًا سابقًا لتحنيط المصريين القدماء أو ربما استنادًا إلى معتقدات مشابهة أو مماثلة.

## المقابر وطرق الدفن

### E-01-2 و E-03-1 و E-03-2
تم التنقيب عن أول ثلاثة مقابر نهائية من العصر الحجري الحديث في جبل رملة في عامي 2001 و 2003، وهي معروفة بأسماء مواقعها E-01-2 و E-03-1 و E-03-2. هذه المقابر متشابهة للغاية، تقع على بعد أمتار قليلة من بعضها البعض وتحتوي إجمالاً على 69 فردًا، بعضها مدفون بمفرده والبعض الآخر في مقابر جماعية وعدد النساء أكثر من عدد الرجال، ربما لأنهم كرعاة كانوا أكثر عرضة للموت بعيدًا عن المستوطنة التي تحمي حيواناتهم. بالإضافة إلى ذلك، 22٪ كانوا من الأطفال ويشمل ذلك حديثي الولادة. فسر علماء الآثار على أن هذه المقابر كانت تُستخدم من قبل العائلات الممتدة وهي مجموعات ما بعد الإنسانية (حركة فلسفية تدعو إلى تغيير حالة الإنسان من خلال التطوير وإتاحة الفرصة للتقنيات لتعدل وتعزز الفكر البشري) من العصر الحجري الحديث النهائي مع المستوطنات التي تقع على حواف بحيرة باليو. يفترض أن المقابر الجماعية كانت تستخدم من قبل العائلات المتكاملة بشكل مباشر. يشير تنوع الأفراد في جميع المقابر إلى عدم وجود تمايز اجتماعي ولم يكن هناك تحيز بين الرجال والنساء والأطفال من حيث كمية ونوعية السلع الجنائزية المرتبطة. جميع المدافن معبأة بإحكام، حيث يبلغ عرض كل مقبرة أقل من عشرة أمتار.
تم استخدام أسلوب دفن محدد في هذه المقابر وتم وضع الأفراد على جانبهم الأيمن باتجاه الجنوب، مع ثني الركبتين ووضع اليدين على الوجه. تم الدفن في حفر بيضاوية، وتشير الخطوط العريضة داخل الحفر إلى أنها كانت مبطنة ذات يوم بنوع من المواد المنسوجة التي تشبه السلال. في بعض الحالات، توجد قبور ثانوية أيضًا، حيث تم جلب بقايا الهياكل العظمية المفككة من مكان آخر ووضعها في مقبرة مشتركة. تم العثور على 896 قطعة أثرية ومقتنيات جنائزية مرتبطة بالمدافن وتشمل هذه أدوات الصوان والعقيق، أشياء حجرية، عناصر مجوهرات وفيرة ومتنوعة (الخرز والأساور والقلائد والتمائم)، ورقة من الميكا، ألواح حجرية، أدوات العظام والإبر، الأصداف، الفخار (بما في ذلك الأكواب ذات الشكل المعقد)، مغرة (طين أحمر يصبغ به)، وحاويات مغرة.
في أنحاء المقابر، كان القرب الشديد بين القبور يعني أن الرفات القديمة غالبًا ما تنزعج عندما يتم دفن أفراد جدد وفي هذه الحالات، تم العثور على رفات منزعجة أو رفات غير مكتملة. ومع ذلك، فهناك أيضًا أدلة قاطعة على محاولات الحفاظ على بقايا الهياكل العظمية داخل هذه المدافن المضطربة. فعلى سبيل المثال، هناك أفراد تم العثور على أسنانهم بشكل مقلوب وغير مرتب، حتى أنه تم وضعها بعناية في محجر العين أو تجويف الأنف ومن المحتمل أنه تم إعادتهم إلى البقايا القديمة الهيكلية بعد أن انزعجوا من حفر القبور في وقت لاحق. وفي حالة أخرى، تم إدخال نصف القطر والساعد الخاصين بالفرد بين عظم العضد والأساور، للحفاظ على المجوهرات في مكانها بعد حدوث الاضطراب. وتُظهر هذه الحالات جهدًا لضمان الحفاظ على بقايا الرفات كاملة ومجتمعة، مما يشير على الأرجح إلى أهمية سلامة جسم الإنسان في حياته وبعد الموت.
في هذه المجموعة أظهرت بقايا رجل علامات تدل على الإجهاد البدني الكبير الذي يشير إلى الإنحناء ورفع الأشياء الثقيلة وهذا النوع من الإجهاد الهيكلي أو الإجهاد البدني يختلف عما ينتج عن الرعي وما يظهر عادة في بقايا رعاة جبل رملة. يفترض علماء الآثار أن هذا الشخص ربما قد شارك في بناء الهياكل المغليثية الصحراوية التي أقيمت في مكان قريب خلال العصر الحجري الحديث النهائي.

### E-09-4
تم اكتشاف مقبرة E-09-4 على بعد حوالي 600 متر من المقابر الموصوفة سابقًا في عام 2008. تشير القطع الأثرية المتجمعة على السطح إلى ممارسات الدفن التي تعود إلى العصر الحجري الحديث لجبل رملة، بما في ذلك لوحة حجرية ومغرة حمراء (حجر يستخرج منه صبغ أحمر بني مصفر) وقواقع معدلة من البحر الأحمر. أظهر المزيد من البحث والتنقيب في عام 2009 أن المقبرة كانت في حالة سيئة للغاية وعلى الرغم من عدم وجود عظام بشرية، فإن وجود القطع الأثرية وبقايا حفر القبور البيضاوية سمح بتأكيد وجود قبرين مع وجود أدلة محتملة على عدة قبور أيضًا.

### E-09-02
الموقع E-09-02 عبارة عن مجمع دفن يحتوي على مقبرتين، اكتشفها علماء الآثار في عام 2009. تم استخدام الأكبر فيهما لغالبية البالغين واليافعين والأطفال الأكبر من ثلاث سنوات. والثاني، كان مقبرة لـ «الرضع» وكان معظمهم حديثي الولادة، ماتوا أثناء الولادة أو بعدها بفترة وجيزة والأطفال دون سن الثالثة تم دفنهم هناك أيضًا. من المحتمل أن تكون هذه المقابر قد استخدمت في وقت واحد من قبل مجموعة واحدة في جبل رملة، حيث كانت ممارسات الدفن متشابهة  واستخدام عروض التأريخ بالكربون المشع في نفس الوقت بين 4500 و 4300 قبل الميلاد. كانت مقبرة الأطفال هي المحور الرئيسي للنشر على موقع E-09-02. هناك طرق مختلفة حول العالم لدفن رضيع مبكر، لكن وجود مقبرة كاملة مخصصة للرضع يعتبر شيئًا فريدًا من نوعه.
تحتوي مقبرة البالغين على 60 فردًا على الأقل. ومقارنةً بمقبرة الأطفال، فإن مقبرة الأطفال تحتوي على 39 فردًا، ضمن 32 قبرًا. على الرغم من أن المعظم أطفال، إلا أنه يوجد شخصان بالغان ويافع واحد أيضًا (حوالي 14 عامًا)، مدفونين جميعهم بجانب الطفل. تم التأكد من أن اليافع وأحد البالغين كلاهما أنثى، بينما لم يتم التعرف على جنس الشخص البالغ الآخر. من المحتمل أن الأفراد هن أمهات توفين مع أطفالهن أثناء الولادة أو بعدها بوقت قصير. ومثل المقابر الموصوفة سابقًا، هذه المدافن معبأة بإحكام وفي مقبرة الأطفال الرُضَّع، جميع القبور الـ 32 معبأة ومزدحمة بمساحة ستة أمتار في ثمانية أمتار. في كثير من الأحيان كانت بقايا الأطفال تعتبر في حالة سيئة إلى حد ما، بسبب الكشف وحساسية عظام الأطفال بشكل عام وبالتالي فإن ذلك يحد من دراسة الحمض النووي والشيخوخة الدقيقة للبقايا. إضافة إلى ذلك، كان البحث محدود بسبب نقص القطع الأثرية. على عكس المقابر الموصوفة سابقًا، فإن البضائع الجنائزية غير شائعة إلى حد ما وكانت المغرة الحمراء (حجر يستخرج منه صبغ أحمر بني مصفر) موجودة في معظم القبور، ولكن بخلاف ذلك لم يكن هناك سوى عدد قليل من الأصداف المتناثرة (من النيل والبحر الأحمر)، وسوار عاجي من فرس النهر (والعاج هو مادة تتكون منها أنياب فرس النهر)، و 3 قطع من الليمونيت وقطعة واحدة من الملكيت.
يشتبه علماء الآثار في أن الأفراد الذين استخدموا مجموعة الدفن E-09-04 كانوا يختلفون اختلافًا ثقافيًا عن أولئك الذين استخدموا المقابر الموصوفة سابقًا، وعلى الرغم من احتمال وجود رعاة أيضًا، إلا أنهم لم يكونوا متنقلين وقضوا وقتًا أطول في جبل رملة ويتضح ذلك من خلال حقيقة أن جميع بقايا الأطفال هي مدافن أولية، مما يعني أن البقايا دفنت هناك على الفور ولم يتم نقلها من مكان آخر بعد الموت. قاد ذلك العلماء إلى افتراض أن النساء والأطفال قضوا جميع مراحل حياتهم في مستوطنات جبل رملة، بينما سافر وتنقل الرجال في أنماط الرعي الموسمية العابرة للإنسانية. تم اكتشاف بعض إمكانيات التنقل من خلال وجود بعض العناصر الغريبة التي أُستخدمت كسلع جنائزية، مثل قواقع نهر النيل وقواقع البحر الأحمر.
ظهرت على العديد من رفات الرضع علامات حرق. من المحتمل أن يكون الحرق متعمدًا، حيث يتم وضع الرفات في حفرة مشتعلة قبل دفنها بالكامل وتغطيتها. ومع ذلك، لم يتمكن العلماء من تحديد سبب القيام بذلك.

## الفخار
مع مواقع مقابره الكبيرة والغير عادية، يعد جبل رملة مصدرًا مفيدًا لعلماء الآثار لفهم استخدام الفخار الجنائزي في منطقة الصحراء الغربية من العصر الحجري الحديث. ومع ذلك، توجد بعض القيود في الكمية القليلة من الفخار المستخرج من مواقع الدفن وقامت ماريا جاتو بتحليل مجموعة الفخار في جبل رملة.

### الإنتاج

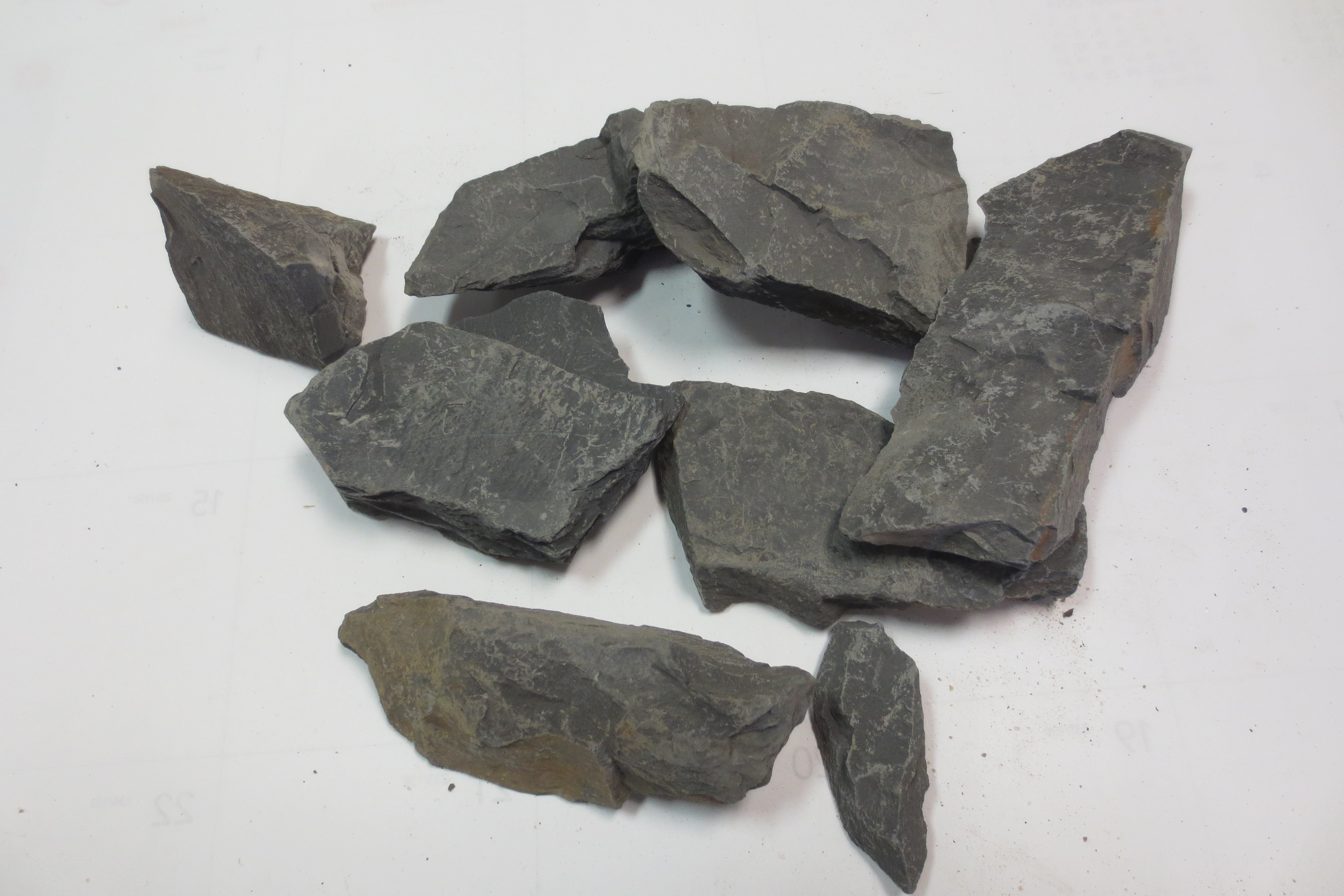
الصخر الزيتي

يبدو أن المزاج (مادة تمنع الإنكماش والتشقق) لم يضاف عن قصد إلى الصلصال، وهو أمر شائع أيضًا في الخزف النوبي والمصري المبكر. الجودة العالية للطين المحلي جعلت مادة المزاج غير ضرورية ومن المحتمل أن تكون جزيئات الرمل الصغيرة وشظايا الصخر الزيتي في بعض الأحيان موجودة بالفعل في الطين عندما تم جمعها. يتواجد الطين في بعض التلال المجاورة وجبل رملة نفسه، وكذلك الرمل والصخر الزيتي التي تشبه تلك الموجودة في السيراميك. وبالتالي، يفترض جاتو أن الفخار صنع داخل جبل رملة أو بالقرب منه وبالنظر إلى إمدادات المياه الثابتة واللازمة لأعمال الفخار، فمن المحتمل أن تكون المياه مهمة وخلال العصر الحجري الحديث النهائي عندما حدوث ذلك الإنتاج، نعلم أن بحيرة جبل رملة القديمة كانت تجف وأن المياه أصبحت محدودة.
جعل تآكل الفخار بعض التحليلات المتعلقة بالتشكيل والتصميم أمرًا صعبًا، لكن دراسة المقارنة قادت علماء الآثار إلى الإعتقاد بأن تقنيات اللف (يتم عملها على شكل حبال ووضعها فوق بعضها البعض)و التجويف (عمل فوهة في الطين لتشكيل الفخار) قد استخدمت لتشكيل الأوعية الموجودة في جبل الرملة، باستخدام طرق مجداف وسندان محتملة أيضًا. كانت الأعمال عادة إما تنعيم أو صقل . يبدو أن بعضها قد تم تغطيته بطبقة رقيقة من الطين حول الحافة بعد تشكيلها، مما أدى إلى تكوين طبقة خارجية سوداء بمجرد إشعال الوعاء.

### زخرفة
أكثر الأواني التي تم العثور عليها في مواقع الدفن في جبل رملة هي أكواب كبيرة على شكل خزامى (أو كاليسيفورم: على شكل كأس أو جرس)، مع حواف واسعة ومتوهجة. عادة ا ما يتم تزيين الأكواب بأنماط هندسية، مثل الخطوط المنحنية والمثلثات والمعينات  وعادة ما يظهر القوام المموج والمتعرج في هذه الأشكال. تعتبر الأكواب المصنوعة من الكاليسيفورم، وكذلك الأواني ذات الغطاء الأسود التي تمت مناقشتها سابقًا، من سمات الثقافة البدارية المصرية اللاحقة، مما قد يشير ذلك إلى وجود صلة ومع ذلك، تم اكتشاف أكواب ذات شكل الكاليسيفورم (على شكل كأس أو جرس) مماثلة في جميع أنحاء مصر ومن مختلف مراحل العصر الحجري الحديث.
حوالي ربع الأواني التي تم العثور عليها داخل مواقع الدفن كانت عبارة عن أكواب ذات شكل الكاليسيفورم (على شكل كأس أو جرس) صنعت خصيصًا كقطع جنائزية والباقي كان لها في الأصل غرض نفعي (تشير الثقوب التي توجد عليها إلى استخدامها السابق)  وتشمل هذه الأواني: الأواني والأوعية والجرار والأكواب. كان العديد منها عبارة عن أوعية متوسطة الحجم وتكون غالبًا مصنوعة ببساطة أكثر من الأكواب الجنائزية المتقنة والجدير بالذكر أن أكثر من نصف الأواني المستخدمة مسبقًا لا تزال مزينة بنمط مموج. يفترض جاتو أن الأواني المزخرفة ربما كانت ذو أهمية أكبر وكان من المرجح أن يتم اختيارها كعروض جنائزية. في مختلف مواقع مقابر جبل رملة، تختلف نسب القطع الجنائزية والقطع المستعملة والقطع المزخرفة.

### الاختلافات المكانية
يمكن أن تُنسب المدافن التي توجد في مقابر مختلفة إلى وحدات عائلية تحت العائلة الممتدة الكبيرة التي سكنت جبل رملة. وهكذا، يفترض جاتو أن التجمعات المكانية لأنماط الفخارالمختلفة يمكن ربطها بعدة أمور منها: التفضيلات والتقاليد الفريدة للعائلات المختلفة.

### مقارنات إقليمية
تختلف أشكال وتصاميم الفخار التابعة للعصر الحجري الحديث في جبل رملة اختلافًا كبيرًا عن الإنتاجات الأخيرة للعصر الحجري الحديث في المنطقة . في الواقع، القطع مثل الأكواب المزخرفة بشكل مموج تشبه بشكل كبير الفخار النوبي. يفترض جاتو أن هناك أفرادًا من مناطق بعيدة تحديدًا في وادي النيل النوبي كانوا يتجهون نحو جبل رملة والمناطق المحيطة (حيث كانت مصادر المياه أكثر موثوقية) بسبب أن كميات المياه تضاءلت خلال العصر الحجري الحديث النهائي. إذا كان إفتراض جاتو صحيحًا، فربما يكون هؤلاء الأفراد قد نقلوا أساليب وتقنيات الفخار الخاصة بهم إلى سكان جبل رملة والعكس صحيح.
تساعد المقارنة بين مواقع العصر الحجري المتأخرة مع مواقع العصر الحجري الحديث والتي تمت دراستها بشكل أفضل في النوبة وصعيد مصر أيضًا على استكمال الاختبارات التي تم إجراؤها على فخار جبل رملة وساعد تحليل الفخار من هذه المواقع، مثل موقع نبتة بلايا، في تكوين فرضيات متعلقة بتأثير درجات حرارة الحرق المختلفة على الطين المحلي الفريد والذي أُستخدم في هذه الخزفيات، فضلاً عن تكوين ميزات مثل الطبقة السوداء الموصوفة سابقًا.

## القطع الأثرية من صدفة الرخويات
أجرى ألدونا كورزاوسكا دراسة متعلقة بعلم الحيوان للتعرف على أصداف أو قواقع الرخويات المستخدمة كبضائع جنائزية مختلفة في المقابر التي تم في الأصل التنقيب عنها في المواقع E-01-2 و E-03-1 و E-03-2. كانت 142 قطعة أثرية من الصدف موجودة في جميع أنحاء المدافن (مع عدم وجود تمييز في المنح حسب العمر أو الجنس). كانت الأصداف الكاملة والغير معدلة بشكل جزئي موجودة، بينما تم تشكيل البعض الآخر على شكل أساور وخرز وقلادات وسدادات للأنف. يصنف Kurzawska المجموعة إلى بطنيات الأقدام وذوات الصدفتين التي يمكن تحديدها، فضلاً عن القطع الأثرية غير المحددة. من حين لآخر، تم العثور على أصداف في هذه الفئات لا تزال مغطاة بالمغرة الحمراء الاحتفالية.
كما تشير المنشورات المتعلقة بمقابر جبل رملة والتي تم التنقيب عنها مؤخرًا إلى قطع أثرية من أصداف الرخويات .

### بطنيات الأقدام
ضمن المجموعة، وجد كورزاوسكا دليلاً على Lambis truncata sebae و Cypraea pantherina وجنس Nerita (على الأرجح Nerita orbignyana و Nerita sanguinolenta). تم العثور على أفراد مختلفين من هذه الأنواع المختلفة مغطاة بطبقة من تلوين المغرة (صبغة أرضية طينية طبيعية وهي خليط من أكسيد الحديد وكميات متفاوتة من الطين والرمل). جميع الأنواع نشأت في البحر الأحمر. وهذا على الأرجح دليل على وجود أنظمة تجارية داخل مجتمع جبل رملة ، في هذه الحالة بعيدًا عن ساحل البحر الأحمر. وفقًا لكورزاوسكا ، فمن الممكن أن يشير ذلك أيضًا إلى التنقل المباشر إلى هذه المناطق من قبل سكان جبل رملة.
نيريتا أوربينيانا و نيريتيا سانجوينولينتا هما نوعان من "nerite". استخدم الأفراد Nerita sp كخرز ، مع حفر ثقوب في قوقعة بطنيات الأقدام الصغيرة. من بين 57 عينة في جميع المدافن ، تم العثور على 51 معًا بالقرب من جمجمة أحد الأفراد في مقبرة الموقع E-01-2 وبالتالي فمن المحتمل أن هذه الخرزات في الأصل كانت مرتبطة بقطعة مجوهرات ، ربما قد تكون قلادة. تم الإستشهاد أيضًا بعينة من حفر Nerita sp في مقبرة الأطفال في الموقع E-09-02.

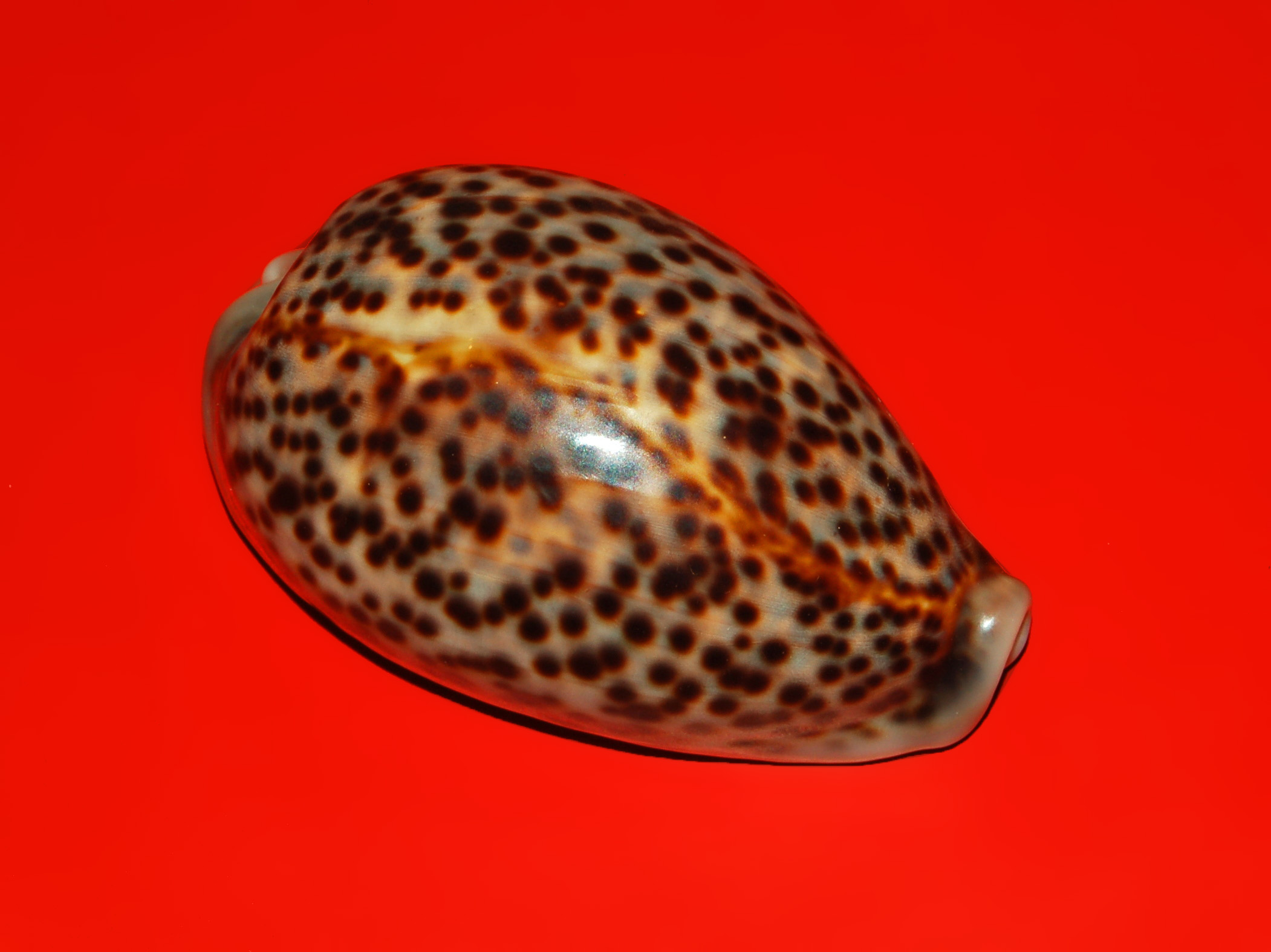
صدفة Cypraea pantherina

يحتوي لامبيس ترونكيتا سيباي على صدفة أكبر بكثير من أنواع نيريتا. في هذا التجمع ، تم قطع هذه الأصداف لتشكيل الأساور أو الخلاخل وتم العثور على 28 سوارًا مصنوعًا من هذا النوع في جميع أنحاء المقابر الأصل (23 كاملة ، و5 غير مكتملة).
سايبريا بانثرينا له الاسم الشائع «بانثر كاوري». تم العثور على شخصين من سايبريا بانثرينا في جميع المقابر الأصل ، أحدهما في موقع E-01-2 والآخر في موقع E-03-2، كلاهما مرتبط بمدافن محددة. تم تعديل كلتا العينتين بحيث تم توسيع الشفاه وإزالة الكولوميلا الداخلية (الجلد نهاية الحاجز الأنفي والذي يفصل بين فتحتي الأنف). يفترض كورزاوسكا أنه ربما تم ذلك لجعل الأصداف في حاويات ، لكن الغرض الحقيقي منها في هذا السياق غير معروف. في موقع المقبرة E-09-4، تم العثور على ثلاثة سايبريا بانثريا على السطح. أظهروا تعديلات مماثلة لتلك الموجودة في موقع E-01-2 و E-03-2. تظهر إحدى هذه العينات دليلًا مباشرًا على استخدامها كحاوية لتلوين الملكيت (معدن الملكيت - نوع من أنواع الأحجار الكريمة)، مع بقاء آثار خضراء مرئية للملكيت.

### ذوات الصدفتين
الأنواع الوحيدة ذات الصدفتين التي تم تحديدها في المقابر الأصل هي شامبارديا روبنز أركواتا، والتي تنشأ في نهر النيل (المياه العذبة). يشير وجود هذا النوع النيلي أيضًا مثل وجود رخويات البحر الأحمر إلى التجارة أو السفر. 16 عينة كانت موجودة في المقابر الأولى ، بعضها كامل وبعضها كان مجرد فتات. يوجد صمامان في E-03-2 كل واحد منهما يحتوي على بقايا صبغة خضراء ووفقًا لكورزاوسكا ، فهذا يشير إلى أنه من المحتمل أنه تم استخدامها إما كحاويات أو لوح للتلوين ونظرًا لأن معظم الصمامات لم تظهر أي علامات تدل على التعديل أو الاستخدام ، فهناك شك يحيط بالأدوار الأخرى التي ربما لعبها هذا النوع في التقاليد الجنائزية والثقافة العامة. من الممكن أن تكون الأصداف قد استخدمت كملاعق أو أطباق صغيرة وربما تم أكل الرخويات نفسها أيضًا.
كما تم ذكر ذوات الصدفتين في نهر النيل على أنها موجودة في مقابر موقع E-09-02.

### مجهول
لا يمكن التعرف على بعض الصدف الذي تم التعديل عليه بشكل كبير في مجموعة المقبرة الأصل. لم يتم التعرف في هذه الدراسة على الخرز الصغير والذي يشبه شكل القرص ، والمعلقات المنحوتة ، وسدادات الأنف الرفيعة المصنوعة من الصدف. ومع ذلك فقد تم تحديد القطع الأثرية المختلفة على أنها مصنوعة من الصدف البحري. يذكر كورزاوسكا أنه من المحتمل أن تكون جميعها قد نشأت من البحر الأحمر ، مثل الأصداف البحرية الأخرى التي تم تحديدها في التجمع.
يبلغ قطر حبات الخرز الصغيرة التي تشبه شكل القرص حوالي 0.4 سم. تم تحديد موقع معظمهم معًا ، مرتبطًا بالدفن في مقبرة E-01-2. من المحتمل أنهم كانوا مرتبطين معًا في قلادة أو قطعة مجوهرات أخرى.
تم العثور على تسع قلادات على شكل صدفة بيضاوية مرتبطة بأنثى بالغة مدفونة في مقبرة E-01-2 وتم العثور على قلادة مثلثة في مقبرة أخرى داخل نفس المقبرة.
تم العثور على سدادين صغيرين للأنف (المستخدمة لثقب حاجز الأنف - الجدار الذي يفصل جوف الأنف إلى قسمين متناظرين)، أحدهما مدفون مع أنثى بالغة في مقبرة E-01-2، والآخر على سطح E-03-1.

## علم النبات
تم إجراء دراسة أثرية للنباتات في مواقع مقابر جبل رملة ، موقع (E-01-2) وموقع (E-03-1) وموقع (E-03-2) بواسطة ماريا ليتيوسكا زايك. تم العثور على بقايا نباتية قليلة ، وتم جمع عدد قليل من العينات بشكل عام، عشرون عينة من E-01-2، وأربعة من E-03-1، وعينتان من E-03-2. تم جمعها من مواقع مختلفة ، يشمل ذلك تحت البقايا الهيكلية ، وداخل الأواني الفخارية والحاويات العظمية ، وداخل حفر النار ، وبشكل عام داخل مناطق الدفن. كانت بعض هذه العينات عبارة عن عينات من التربة ولم تحتوي على أي بقايا أو أدلة نباتية. تم أخذ عينات أخرى في الأماكن التي كان الفحم الثقيل فيها ملحوظًا في التربة.

### الخشب
غالبية البقايا التي تم العثور عليها كانت بقايا فحم من الحرائق وكانت العديد من شظايا الفحم صغيرة جدًا و 60٪ (أكثر من 512 قطعة) كانت غير معروفة والأجزاء التي تم تحديدها عرفت من خلال جنسها وقد تبين أن جميعها تندرج تحت جنسين من الأشجار لا يزالان شائعين في المنطقة اليوم. 38٪ (274 قطعة) من Tamarix sp و 2٪ (21 قطعة) من Acacia sp. تم جمع العديد من الأجزاء الأكبر التي يمكن تحديدها من ميزات حفرة النار. وفقًا لـ Lityńska-Zając ، كانت شظايا خشب الفحم تستخدم بشكل أساسي في النار والوقود ويمكن استخدام بعض نباتات الأكاسيا في صناعة الملونات ، لذلك يعد هذا أيضًا دليلًا على أن الملونات سلع قاتلة.

### البذور والحبوب
في المجموعة أيضًا كانت هناك بذرتان محددتان (من جنس Grevia) وحبة واحدة يمكن تحديدها (الذرة الرفيعة، أو الذرة الرفيعة ثنائية اللون). الذرة الرفيعة هي حبوب مدجنة (مدجنة تعني اكتساب أو فقدان النبات لصفات وراثية نتيجة تفاعله مع الإنسان) توجد عادة في المواقع القريبة مثل موقع نبتة بلايا ويوفر وجود الذرة الرفيعة في جبل رملة دليلاً آخر على دورها كمدجنة تم تجميعها مبكرًا في المنطقة. Grevia sp. هي الأشجار والشجيرات ، مع ثمار صالحة للأكل ويفترض Lityńska-Zając أن هذه الفاكهة ربما تم استيرادها من مكان آخر.

## الأنثروبولوجيا الفيزيائية
أجرى الإيرلندي جويل د تحليلاً أنثروبولوجيًا فيزيائيًا مكثفًا على الرفات البشرية في جبل رملة وتشمل أبحاثه على : قياس القحف ، تشكيل الأسنان. يمكن لسوء الحفظ أحيانًا أن يحد من تحليلات الهيكل العظمي ولكن كمية المدافن لا تزال تسمح بإجراء بحث فيزيائي مكثف. يُظهر سكان جبل رملة الواقعين بين صعيد مصر في الشمال والنوبة في الجنوب سمات جسدية مميزة ومختلفة. تشير الدراسة المورفولوجية إلى أن سكان جبل رملة كانوا نتاج اختلاط سكان جنوب الصحراء الكبرى وسكان شمال إفريقيا  وعلى الرغم من الاختلافات الثقافية بينهم ولا سيما الاختلافات في طرق الدفن ، تشير التقييمات المادية إلى أنه من المحتمل أن يكون لهم نفس الأصول والأساس الجيني.
تصنف الدراسات المورفولوجية للأسنان والقحف بشكل مستمر أفراد جبل رملة على أنهم أكثر تشابهًا مع النوبيين السفليين ومع ذلك فإن مقارنات صعيد مصر تتأخر بشكل كبير. هناك أوجه تشابه واختلاف مع كل من هؤلاء السكان. كان أفراد جبل رملة أيضًا أطول بكثير من السكان المصريين المعروفين قبلهم وبعده. مرة أخرى ، يعد ذلك بسبب المدخلات الجينية الأولية من قِبل السكان النوبيين.
ومع ذلك ، فإن هذه الاتجاهات والمعدلات لا تعكس بشكل كامل الأنثروبولوجيا الفيزيائية لجبل رملة. لم يكن أفراد جبل رملة متجانسين ، فقد أظهر البعض المزيد من سمات جماعات جنوب الصحراء الكبرى ، وأظهر البعض المزيد من جماعات سكان شمال إفريقيا ، وأظهر البعض الآخر مجموعات مختلفة من هذه السمات وغيرها. من المحتمل أن السبب يعود إلى أسلوب الحياة الرعوي الذي يستخدمه العديد من سكان جبل رملة مما يعني ذلك أن الجماعات لم تكن معزولة عن السكان البعيدين. إضافة إلى أن جبل رملة يقع بالقرب من النيل ، وكان مفترق طرق ثقافي للمجموعات الشمالية والجنوبية ، فمن المحتمل أن يكون سببًا بتدفق الجينات للمجموعات الشمالية والجنوبية.
وجد الأيرلندي أيضًا أن سكان جبل رملة يتمتعون بصحة جيدة بشكل استثنائي ، متفوقون على المصريين الذين جاءوا بعد ذلك. بخلاف طول قاماتهم ، كان هناك أيضًا نقص في أمراض الهيكل العظمي التي يمكن اكتشافها بالإضافة إلى الصدمات. في دراساته للمقابر E-01-2 و E-03-1 و E-03-2، وجد أن جميع الذين بلغوا السابعة عشر لم تظهر عليهم أي علامات للمرض ، وأن أربعةً فقط من بين خمسين بالغ لديهم أمراض أو اضطرابات يمكن اكتشافها.

### تركيبات الأسنان
تشير دراسات الأسنان إلى النمط الغذائي الذي كان يتبعه سكان جبل رملة. من المحتمل أن يكون تآكل زاوية الأسنان مرتبط بإعداد الطعام بشكل مكثف وتؤكد مواقع السكن القريبة أن التقنيات مثل : أحجار الطحن والفخار ، كانت تستخدم، مما أدى ذلك إلى طهي الطعام وجعله أقل صلابة لأن الأسنان كانت أكثر عرضة للطحن مع بعضها البعض عندما يصبح الطعام أكثر ليونة. من المحتمل أن يؤدي استخدام أحجار الطحن إلى إضافة الرمل إلى الطعام مثل الحبوب والذي يعمل أيضًا على طحن الأسنان ومع ذلك ، كانت زاوية تآكل الأسنان أكبر من تلك التي تظهر في أسنان السكان الزراعيين. وفقًا للأيرلنديين ، يمكن أن يشير هذا إلى التجمع الأساسي الواسع للنباتات البرية ، ربما بجانب بعضهم مع استخدام عدد قليل من الأطعمة شبه المدجنة.
كما أن الإستمرار في استخدام النباتات البرية هو السبب الأساسي الذي أدى إلى عدم وجود تسوس على أسنان أفراد جبل رملة. يتشكل التسوس نتيجة الاستهلاك المفرط للأطعمة النباتية المدجنة التي تحتوي على نسبة عالية من الكربوهيدرات. في الواقع ، لم يتم العثورعلى تسوس لدى أفراد جبل رملة وعادة تتكون نسبة صغيرة من التسوس حتى داخل مجتمعات الصيادين. علماء الآثار ليسوا متأكدين تمامًا من كيفية منع هذه الآفات ، لكن الإيرلنديين يشيرون إلى أن هناك عوامل أخرى قد لعبت دورًا في ذلك أيضًا ، مثل استخدام مطهر الفم. كما يفترض أيضًا أن طحن تيجان الأسنان قلل من مساحة السطح الذي يمكن أن يتشكل فيه التسوس.